# Крушвін
Крушвін (пол. Kruszwin, нім. Simonsdorf) — село в Польщі, у гміні Мислібуж Мисліборського повіту Західнопоморського воєводства.
Населення — 143 особи (2011).
У 1975-1998 роках село належало до Гожовського воєводства.

## Демографія
Демографічна структура станом на 31 березня 2011 року:
|          | Загалом | Допрацездатний вік | Працездатний вік | Постпрацездатний вік |
| -------- | ------- | ------------------ | ---------------- | -------------------- |
| Чоловіки | 74      | 7                  | 60               | 7                    |
| Жінки    | 69      | 10                 | 47               | 12                   |
| Разом    | 143     | 17                 | 107              | 19                   |